# Mateo Iturralde
Mateo Iturralde de la Vega (Ciudad de Panamá, 21 de septiembre de 1821 - Ciudad de Panamá, 22 de julio de 1895) fue un político, médico y abogado colombiano, oriundo del istmo de Panamá. Es considerado uno de los más grandes intelectuales del siglo XIX en Panamá.

## Biografía

### Primeros años

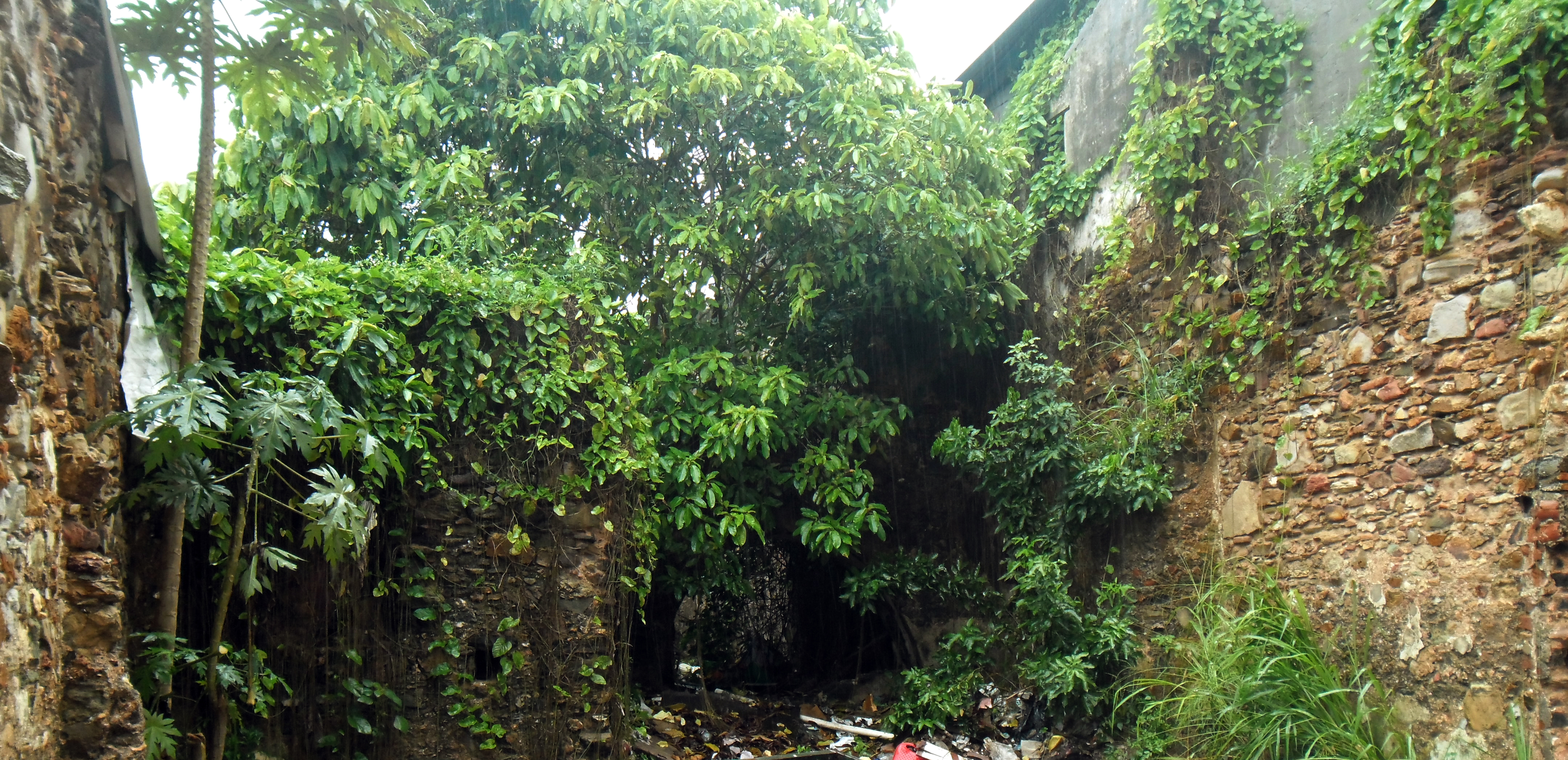
Casa donde nació y vivió Mateo Iturralde en la Ciudad de Panamá.

Nació en la Ciudad de Panamá, el 21 de septiembre de 1821, hijo de Tomás Iturralde y Aquilina de la Vega. Fue además nieto de Joaquín Domingo de Iturralde, coronel de ingenieros de la Plaza Militar de Panamá. Su padre falleció cuando era muy joven y su madre estaba gravemente enferma y también falleció, por lo que fue criado por su tía paterna Manuelita de Iturralde en una familia de pocos recursos. Un mes más tarde, fue bautizado en la Catedral de Panamá. Sus padrinos fueron el abogado José de Achurra y su esposa Petra.
Las primeras letras las hizo primero con su tía y, posteriormente, con otros instructores. Realizó sus estudios en el Colegio San Diego de Panamá donde aprendió aritmética, español, latín, francés e inglés. En 1838 fue designado profesor de Español por la Junta de Educación Pública en el colegio donde estudiaba. Consiguió trabajo en una firma de abogados, lo cual además de permitirle obtener una cultura jurídica, le proporcionó el sustento para estudiar en el Ecuador. 
Después de la muerte de su tía, viajó al Ecuador para estudiar medicina en la Universidad de Quito y también daba clases en ese país. Regresó a Panamá para dedicarse a su profesión como médico, en particular a la población de escasos recursos. Luego, en 1853, se trasladó a Colombia donde estudió Derecho en el Colegio del Rosario en Bogotá, hasta 1854. Durante este tiempo conoció al militar Tomás Herrera, quien había sido Jefe del Estado del Istmo.

### Carrera profesional y política

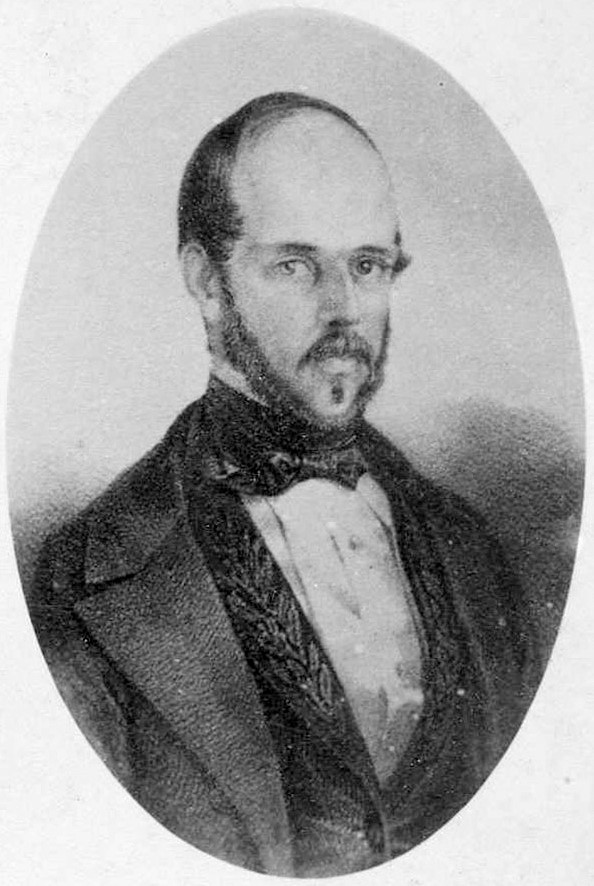
Tomás Herrera.

Estando en Bogotá, surgió una guerra civil en la que se dio un golpe de Estado contra del presidente José María Obando. Junto con los ideales liberales de Herrera, participó en el conflicto como médico del Ejército Revolucionario. Después de la caída del presidente interino José María Melo, fue elegido representante de Panamá ante el Congreso de Colombia y obtuvo prestigio popular. En 1881, protestó ante las anualidades del Ferrocarril de Panamá, negociados por Rafael Núñez para fundar el Banco Nacional, durante la época en que Panamá pertenecía a Colombia. Esta protesta incluyó pronunciar la frase: «¡Yo no vendo mi Patria!». Su actitud provocó gran controversia, al punto de que se le calificara de idealista y patriótico.
Iturralde fue no solo represente en el Congreso, también fue diputado en Panamá. Además, Iturralde ejerció como secretario de Estado y magistrado de la Corte Suprema de Justicia. En sus últimos años, regresó a Panamá y continuó con su profesión de médico. Frecuentaba la Plaza de la Catedral para hablar con sus amigos, especialmente con los jóvenes. A pesar de su edad, continuó protestando durante los conflictos que surgieron en Colombia. Falleció en su ciudad natal, el 22 de julio de 1895, por causas naturales.

## Legado

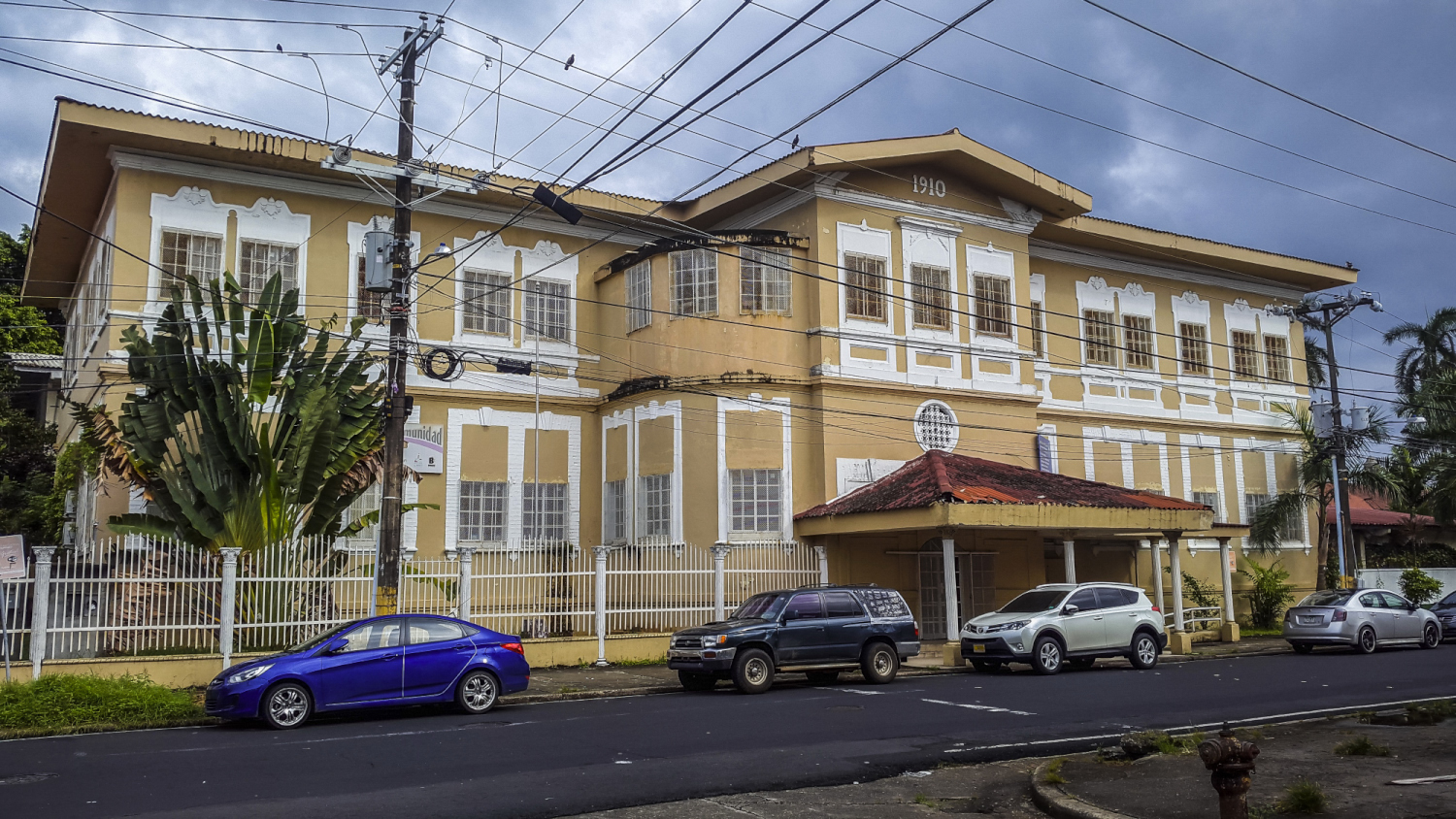
Biblioteca Mateo Iturralde.

En 1913, el presidente Belisario Porras erigió un busto en su memoria. En 1928, se renombró la biblioteca principal de la ciudad de Colón como Biblioteca Mateo Iturralde. 
Mediante la Ley 55 del 31 de diciembre de 1980, la casa No.7-38 donde nació y vivió Mateo Iturralde, ubicada en la Calle G y Calle 14 Oeste en la Ciudad de Panamá, fue declarada monumento histórico nacional por el Consejo Nacional de Legislación de Panamá.
En 1982, se creó la división política del distrito de San Miguelito creándose cinco corregimientos, uno de los cuales se nombró Mateo Iturralde.